# Coccoloba tuerckheimii
Coccoloba tuerckheimii là một loài thực vật có hoa trong họ Rau răm. Loài này được Donn.Sm. mô tả khoa học đầu tiên năm 1904.